# Island Cruises
Island Cruises war eine Kreuzfahrtmarke, die 2001 als Joint Venture zwischen Royal Caribbean Cruises und First Choice Holidays gegründet wurde. Das Unternehmen betrieb bis zu seiner Auflösung 2015 die Island Escape und zusätzlich von 2005 bis 2009 die Island Star.

## Geschichte
Island Cruises wurde 2001 gegründet und nahm im Jahr 2002 den Dienst mit der ehemaligen Viking Serenade auf. Ab 2005 vercharterte Royal Caribbean mit der ehemaligen Horizon von Celebrity Cruises ein zweites Schiff an Island Cruises.
Zum 6. Oktober 2008 verkaufte Royal Caribbean seinen Anteil an den Tourismuskonzern TUI Travel, das zuvor aus der Fusion der TUI-Tourismussparte und First Choice Holidays gebildet worden war, wodurch das Unternehmen nun 100 % von Island Cruises hielt. Im Rahmen der Umstrukturierung wurde die Charter der Island Star vorzeitig zum April 2009 beendet und das Schiff zu Pullmantur Cruises, ein 100-prozentiges Tochterunternehmen von Royal Caribbean Cruises, transferiert, das es als Pacific Dream einsetzte. Die verbleibende Island Escape wurde mitsamt der Marke der Kreuzfahrtsparte von Thomson Holidays untergeordnet. Auch die Übernahme eines Thomson-Schiffes durch Island Cruises wurde zwischenzeitlich in Erwägung gezogen. Ab 2012 fuhr die Island Escape unter einem All-inclusive-Tarif.
Im Jahr 2015 wurde auch die Island Escape nach ihrer letzten durch Thomson vermarkteten Reise außer Dienst gestellt, verkauft und die Marke Island Cruises eingestellt.

## Flotte
| Baujahr | Name          | Dienstzeit bei Island Cruises | Vermessung (BRZ) | Bild |
| ------- | ------------- | ----------------------------- | ---------------- | ---- |
| 1982    | Island Escape | 2002–2015                     | 40.171           |      |
| 1990    | Island Star   | 2005–2009                     | 47.427           |      |